# Criminal Justice
Criminal Justice is een vijfdelige BBC- politieserie geproduceerd in 2008 en geschreven door Peter Moffat. De productie won onder meer BAFTA Awards voor beste dramaserie en beste schrijver en een International Emmy Award voor beste acteur (Ben Whishaw).
De serie werd in Nederland van 1 mei 2010 tot en met 29 mei 2010 door de KRO uitgezonden.

## Verhaal
Ben Coulter (Ben Whishaw) is een 21-jarige jongen. Een avontuurtje met Melanie Lloyd (Ruth Negga) loopt niet goed af, want zij blijkt de volgende ochtend vermoord. Coulter kan zich niets herinneren door de drank en drugs en wordt van moord beschuldigd. Niemand wil zijn kant van het verhaal horen. Tussen Coulters advocaat en detective Harrie Box (Bill Paterson) gaat een strijd van start. In de gevangenis vindt Coulter steun bij Hooch (Pete Postlethwaite), een crimineel die een luisterend oor biedt.

## Rolverdeling
| Karakter         | Beschrijving                     | Acteur         |
| ---------------- | -------------------------------- | -------------- |
| Ben Coulter      | De van moord beschuldigde tiener | Ben Whishaw    |
| Barry Coulter    | Bens vader                       | David Westhead |
| Mary Coulter     | Bens moeder                      | Juliet Aubrey  |
| Frances Kapoor   | Bens junior advocate             | Vineeta Rishi  |
| Ralph Stone      | Bens advocaat                    | Con O'Neill    |
| Harry Box        | Politie Detective Superintendent | Bill Paterson  |
| Alison Slaughter | Ben Sr.'s advocaat               | Lindsay Duncan |

## Adaptatie
Seizoen 1 van Criminal Justice werd door Richard Price en Steven Zaillian herschreven tot de Amerikaanse serie The Night Of die in 2016 te zien was.